# دوئی‌نارج
دوئی‌نارج (به لاتین: Doennange) یک روستا در لوکزامبورگ است که در ونکرانژ واقع شده‌است.